# Estońska Zjednoczona Partia Lewicy
Estońska Partia Lewicy (est. Eestimaa Ühendatud Vasakpartei, ros. Объединённая левая партия Эстонии, Objedinionnaja lewaja partija Estonii) – estońska lewicowa partia polityczna wywodząca się z Komunistycznej Partii Estonii. W dużej mierze skupia się na problemach Rosjan w Estonii. Partia o profilu socjalistycznym. Jest jednym z członków Europejskiej Partii Lewicy.
Partia powstała w 2008 roku z połączenia "Partii Konstytucyjnej" i "Estońskiej Partii Lewicowej". Obecnymi liderami partii są Sergei Jürgens i Heino Rüütel.

## Kalendarium
- 6 czerwca 1991, zostaje zarejestrowana niezależna Komunistyczna Partia Estonii (Eestimaa Kommunistlik Partei, EBC).
- 28 listopada 1992, zmienia nazwę na Eesti Demokraatlikuks Tööparteiks (EDTP).
- W lipcu 1995, dołącza do New European Left Forum.
- W styczniu 1997, zmienia nazwę na Eesti Sotsiaaldemokraatlikuks Tööparteiks (ESDTP).
- 9 maja 2004, ESDTP zostaje członkiem Europejskiej Lewicy.
- 18 grudnia 2004, zmieniono nazwę na Estońska Partia Lewicowa.
- 28 czerwca 2008, Estońska Partia Lewicy łączy się z Partią Konstytucyjną tworząc ugrupowanie pod nazwą "Zjednoczona Estońska Partia Lewicy".